# Scratch the Surface
A Scratch the Surface a Sick of It All harmadik stúdióalbuma. 1994. október 18-án került piacra.

## Számlista
1. No Cure
2. Insurrection
3. Consume
4. Who Sets the Rules
5. Goatless
6. Step Down
7. Maladjusted
8. Scratch the Surface
9. Free Spirit
10. Force My Hand
11. Desperate Fool
12. Return to Reality
13. Farm Team
14. Cease Fire